# ملكة جمال روسيا 2022
ملكة جمال روسيا 2022 هي النسخة الخامسة والعشرون من مسابقة من تاريخ مسابقة ملكة جمال روسيا، منذ انطلاق تنظيم مسابقة عام 1993، أقيمت المسابقة في 25 يوليو 2022، تعتبر هذه النسخة هي العودة الأولى من المسابقة منذ عام 2019. تم بث المسابقة على شبكة أوكو. في نهاية الحدث توجت آنا لينيكوفا من أورينبورغ من قبل ملكة جمال روسيا السابقة ألينا سانكو من آزوف.

## النتائج

### المراكز النهائية
| النتائج النهائية     | المتنافسة |
| -------------------- | --- |
| ملكة جمال روسيا 2022 | - أورينبورغ - آنا لينيكوفا |
| الوصيفة الأولى       | - تشوفاشيا - آنا بودييفا |
| الوصيفة الثانية      | - خاباروفسك كراي - داريا نمايفا |
| أفضل 10              | - تشيليابنسك - أناستاسيا سوفينا - قازان - لايزان تاجيروفا - موسكو - كريستينا ساخاروفا - روستوف على نهر الدون - آنا ريبالكو - سانت بطرسبرغ - فاليريا فالويكو - تتارستان - آنا سيميونوفيك - يكاترينبورغ- فيوليتا سراييفا |

### لجنة التحكيم
- إيغور شابورين - مصمم أزياء.[5]
- أوكسانا فيدوروفا - مقدمة تلفزيونية ، ملكة جمال روسيا 2001.
- تاتيانا كوتوفا - مغنية و ملكة جمال روسيا 2006.
- فلاديمير ماتيتسكي - ملحن ومنتج ومقدم برامج إذاعية.
- دي جي سماش - دي جي ومنتج موسيقى.

## المتنافسات
تم تأكيد مشاركة 25 متسابقة.
| م  | النمطقة              | اسم المتسابقة        | العمر | المركز               |
| -- | -------------------- | -------------------- | ----- | -------------------- |
| 1  | تشوفاشيا             | آنا بودييفا          | 19    | الوصيفة الأولى       |
| 2  | روستوف على نهر الدون | آنا ريبالكو          | 18    | أفضل 10              |
| 3  | نيزنيكامسك           | آنا أتامانوفا        | 18    |                      |
| 4  | تشيليابنسك           | أناستاسيا سوفينا     | 19    | أفضل 10              |
| 5  | خاباروفسك كراي       | داريا نمايفا         | 19    | الوصيفة الثانية      |
| 6  | إيفانوفو             | ماريا كوزنتسوفا      | 18    |                      |
| 7  | قازان                | لايزان تاجيروفا      | 22    | أفضل 10              |
| 8  | أورينبورغ            | آنا لينيكوفا         | 22    | ملكة جمال روسيا 2022 |
| 9  | بانزا أوبلاست        | ديانا فالياكينا      | 23    |                      |
| 10 | محافظة موسكو         | أكولينا موروزوفا     | 19    |                      |
| 11 | تشيبوكساري           | يانا جالانينا        | 19    |                      |
| 12 | سانت بطرسبرغ         | فاليريا فالويكو      | 23    | أفضل 10              |
| 13 | موسكو                | كريستينا ساخاروفا    | 20    | أفضل 10              |
| 14 | أوبلاست سفردلوفسك    | إيكاترينا سوكولوفا   | 21    |                      |
| 15 | أودمورتيا            | فاليريا بيلييفا      | 22    |                      |
| 16 | بيرم (روسيا)         | كسينيا ستريلكوفا     | 21    |                      |
| 17 | إنجلز                | بولينا إيفانوفا      | 19    |                      |
| 18 | يمانزلينسك           | يانا كروتسكيخ        | 18    |                      |
| 19 | يالطا                | أناستاسيا إيفمينينكو | 22    |                      |
| 20 | يكاترينبورغ          | فيوليتا سارايفا      | 20    | أفضل 10              |
| 21 | بينزا                | فيرونيكا فايروفيتش   | 22    |                      |
| 22 | تولياتي              | أولغا بينو           | 19    |                      |
| 23 | بريمورسكي كراي       | إليزافيتا ميتس       | 19    |                      |
| 24 | تفير                 | ناتاليا بافلوفا      | 19    |                      |
| 25 | تتارستان             | آنا سيميونوفيك       | 21    | أفضل 10              |